# 9511 Клінґсор
9511 Клінґсор (9511 Klingsor) — астероїд головного поясу, відкритий 16 жовтня 1977 року.
Тіссеранів параметр щодо Юпітера — 3,300.